# Cuyultitán
Cuyultitán es un distrito del municipio de La Paz Oeste en el departamento de La Paz, El Salvador. Según el censo oficial de 2024, tiene una población de 6.313 habitantes.

## Historia
La localidad es de origen precolombino pipil. Para 1550 contaba con 1.500 habitantes. En la segunda mitad del siglo XVIII pertenecía al curato de Olocuilta, y en 1786 formó parte del partido homónimo. 

### Pos-independencia
Ha estado integrado al departamento de La Paz desde 1852. 
En un informe de mejoras materiales del departamento de La Paz hecho en el 16 de enero de 1854, el gobernador Eustaquio Guirola tomó nota de que en Cuyultitán se trabajaron dos casas pajizas: una para cabildo y otra para la habitación del señor cura; se compuso también la iglesia en la parte que tenía arruinada.
Para 1890 su población era de unas 800 personas. Obtuvo el título de villa el año 1909.

## Información general
El distrito cubre un área de 8,61 km² y la cabecera tiene una altitud de 380 m s. n. m. El topónimo náhuat Cuyultitán significa "Lugar entre huizcoyoles" o "Ciudad de los cascabeles". Las fiestas patronales se celebran en el mes de noviembre en honor a Santa Catalina de Alejandría.